# زندان میدلندز
زندان میدلندز (انگلیسی: Midlands Prison) (به ایرلندی: Príosún Lár na Tíre) یک زندان با سطح امنیتی متوسط است که در شهر پورتلیشه، شهرستان لیش قرار دارد. این زندان، بزهکاران ۱۷ ساله و بالاتر از آن را پذیرش می‌کند. ظرفیت تخت خواب‌های زندان بالغ بر ۸۷۰ عدد است و تعداد زندانی‌های این زندان در سال ۲۰۰۹، به‌طور متوسط ۵۱۲ نفر بود.